# 乳扇
乳扇（白文：yenx seinp），又称邓川乳扇，古称乳线、饵线，是一种主要产于云南大理邓川一带的固体乳制品，为白族传统食物，在明朝《南诏野史》中已有记载。颜色为乳黄色或接近白色。

## 制作
乳扇的传统制作方法为：
1. 取鲜牛乳，在室温下放置一段时间；

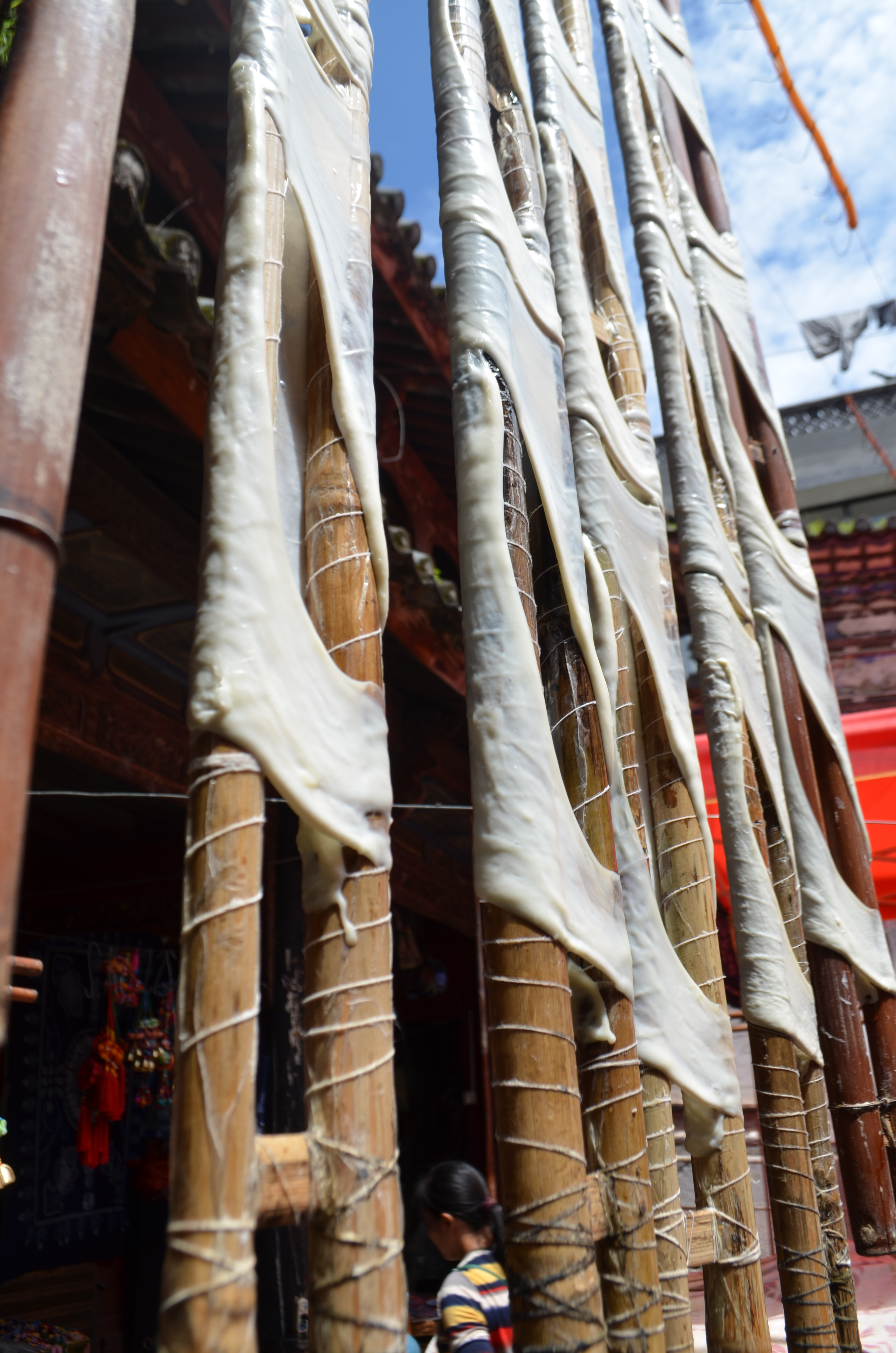
正在竹竿上晾制的乳扇

2. 加热凝结剂（俗称“酸水”）至60-70℃；
3. 将牛乳与酸水混合（酸水与牛乳比例约为1:4），搅拌后牛乳迅速产生絮状凝结；
4. 使其凝成一块后捞出，用手揉成胶质饼状，再将其两翼卷入手指粗细的棍子上，并拉成薄片；
5. 将其卷绷在两根竹竿之间，晾干后即为乳扇。

## 食用

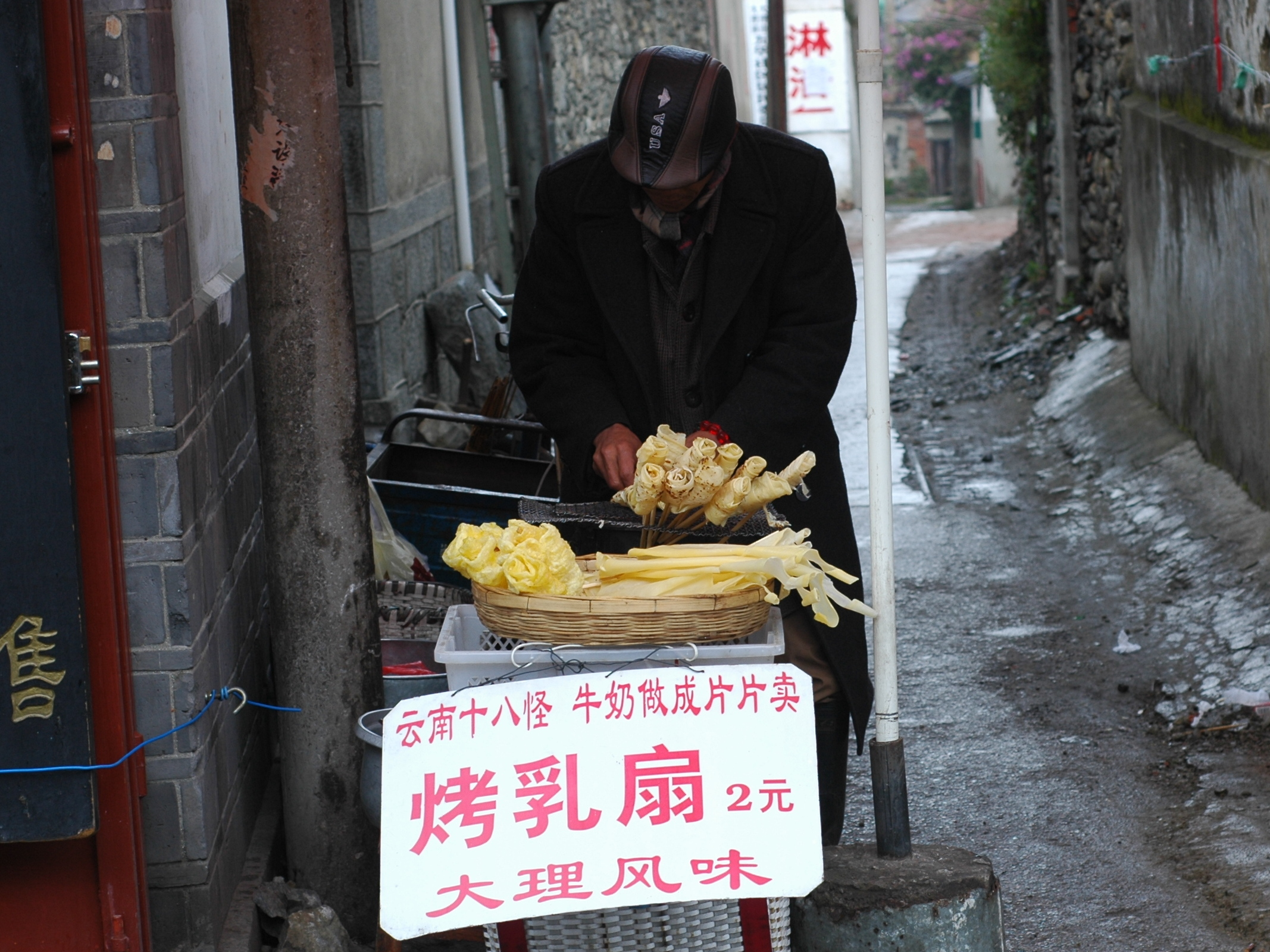
大理街边的烤乳扇

乳扇可直接裹糖生食，可烘烤或油煎炸脆后，撒上盐或糖再食用，也可蒸、炒。亦可撕碎后泡入热水、热牛奶、甜茶（如白族三道茶）中。甚至可切丝凉拌，或做成包子、花卷。

## 参看
- 乳饼